# Channel Awesome
Channel Awesome était un site Internet qui réunissait des vidéos de critiques humoristiques de films, émissions télévisées, morceaux de musique, comics et jeux vidéo basé à Lombard, Illinois. Créé en 2008 par Mike Michaud, Mike Ellis et Bhargav Dronamraju, il est géré par l'entreprise Channel Awesome, Inc. Jusqu'en fin 2014, il portait le nom de That Guy with the Glasses. Il disparaît en Janvier 2024, écrasé par les problèmes à la fois juridiques et de tensions internes, une grande partie des membres étant déjà partis pour alors.
Le concept est né à Chicago lorsque Douglas Darien « Doug » Walker (citoyen américain d'origine italienne né le 17 novembre 1981) crée le personnage de That Guy with the Glasses. Le site est lancé en avril 2008 après que les premières vidéos ont été supprimées de la plate-forme YouTube à la suite de plaintes pour non-respect du droit d'auteur.
Le site web héberge plusieurs séries, dont celles de Doug Walker. La série principale est celle des 5 Second Movies de Walker (des courts montages de films censés les représenter), The Nostalgia Critic (critiques de films et dessins animés des années 1980 et 90), Ask That Guy with the Glasses (émission humoristique de questions-réponses) et Bum Reviews (résumés très rapides de films récents). D'autres vidéos et articles sont hébergés sur le site, ainsi que quelques mini-séries et sketchs avec Walker. Les vidéos sont hébergés sur blip.tv après des problèmes avec leur précédent hébergeur, Revver.

## Historique
Les premières vidéos sur le web de Doug Walker se trouvaient sur YouTube, dans lesquelles il faisait déjà des critiques satiriques de films et émissions de divertissement. Il a reçu des plaintes de plusieurs majors comme 20th Century Fox et Lionsgate pour violation des droits d'auteur, conduisant à la suppression des vidéos de la plate-forme. Walker a par la suite tenté de recharger ses vidéos sur différentes chaines, de sorte que si l'une fermait, les autres seraient toujours en place ; les problèmes avec YouTube ont cependant persisté, et Walker a décidé de quitter le site pour créer le sien, That Guy with the Glasses, avec l'aide du webmaster Mike Michaud. Celui-ci crée l'entreprise parente du site, Channel Awesome, après que lui et deux autres personnes perdent leurs emplois dans l'entreprise Circuit City en 2007. Michaud a d'ailleurs déclaré « si nous n'avions pas perdu nos jobs, [l'affaire] n'aurait jamais commencé aussi tôt » (« If we didn't lose our jobs, [the business] wouldn't have happened anytime soon. »),,
Le site est relancé en avril 2008, et dès lors, toutes les vidéos de Walker y ont été postées. Le site s'est ensuite élargi aux travaux de plusieurs contributeurs. En décembre 2008, Walker apparait dans une publicité pour le documentaire de la PBS Make 'Em Laugh: The Funny Business of America, où il réalise quelques imitations de comédiens célèbres, dont Charlie Chaplin et Stephen Colbert. En 2009, Doug et Rob Walker, avec Brian Heinz, produisent une « iRiff » du Roi lion pour Rifftrax. En mars 2009, cet iRiff est désigné vainqueur du concours RiffTrax Presents organisé par le site. Les réalisateurs reçoivent 1 000 dollars et, sous la surveillance de Michael J. Nelson, Kevin Murphy et Bill Corbett, enregistrent un commentaire pour le film Batman Forever.
Les vidéos The Nostalgia Critic comptent entre 100 000 et 300 000 visionnages par semaine, le site reçoit quant à lui 1 million de visites par mois,,. Ce chiffre devait augmenter avec l'accord passé entre les plates-formes Blip.tv et YouTube en juillet 2009. En juillet 2009, le site récoltait plus de 10 000 dollars mensuels de revenus grâce aux publicités et plus de 11 000 $ par dons en ligne, l'entreprise espérait récolter 150 000 en fin d'année. Dans le 3e quart de l'année fiscale 2009, les vidéos de Walker ont permis de récolter 53 000 dollars, dont 32 000 uniquement grâce au Nostalgia Critic. Ce revenu fut généré grâce à des publicités pour Puma et Starburst,,,. Le succès de ses vidéos a permis à Walker de gagner sa vie grâce à elles et de quitter son emploi d'illustrateur, ainsi que de payer le salaire du cofondateur et directeur Mike Ellis.
Pendant l'année 2011, Mike Michaud cherchait un espace d'entrepôt dans la banlieue de Chicago. Il dit au New York Times : « Ma compagnie a beaucoup de chemin à faire au niveau de la croissance, mais je crois que dans les 1 ou 2 ans à venir, quelqu'un créera cette série dont tout le monde parlera... [et qui attirera le public] jusqu'aux tréfonds des innombrables options des vidéos en ligne. » Au mois de juin 2011, la compagnie emploie 7 personnes à plein temps. Selon les dires de Walker, « ces gens sont bon marché à obtenir parce que nous sommes heureux de voir n'importe quel montant d'argent » (ici, l'expression bon marché ne devant pas être prise au sens strict). La facilité que Channel Awesome a d'attirer une grande audience avec de faibles moyens a un effet sur la production de vidéos de divertissement.

### Sous-divisions et partenariats
Channel Awesome a des projets pour utiliser le succès de That Guy with the Glasses pour un réseau de nouveaux sites web incluant Bar Fiesta (sur le divertissement et la vie nocturne de Chicago), Blistered Thumbs (un site dérivé et consacré aux jeux vidéo actuels) et InkedReality (sur les animes, les mangas et les comics). Michaud a déclaré dans le Chicago Sun-Times qu'il avait 300 idées pour de nouvelles séries, prévoyait de faire découvrir d'autres personnalités comme Walker, et compte augmenter les revenus par du mécénat et de la commercialisation de marchandises,,. Blistered Thumbs est lancé en 2009 comme sous-division de That Guy with the Glasses abritant les contenus liés au jeu vidéo. Le succès est tel que cette sous-division devient un site Internet à part entière en novembre 2010. Le site fermera ses portes à la fin novembre 2014, quasiment 4 ans après son lancement en tant que site.
Bar Fiesta et Inked Reality n'auront pas plus de chance (bien que le second accueillît énormément de programmes, notamment ceux de Linkara). Le premier n'est actuellement plus visible sur Internet et le second voit son nom resurgir occasionnellement dans certains forums de Channel Awesome.
Joe Vargas (plus connu sous son surnom d'Angry Joe), qui est le critique de jeux vidéo le plus reconnu du site That Guy with the Glasses, a été le rédacteur en chef initial de Blistered Thumbs. Certains scénaristes du staff sont sur plusieurs sites en même temps : That Guy with the Glasses, mais aussi TechRaptor ou Normal Boots. Finalement, Vargas a été remplacé par Austin Yorski avant la fermeture du site. Il faut préciser également que le site officiel de Joe, Angry Joe Show, fait partie des sites partenaires de Channel Awesome. Parmi les autres sites partenaires, on compte Atop the 4th Wall (le site officiel de Linkara), Cinema Snob (le site officiel des émissions de Brad Jones) et Cinemassacre (qui n'appartient pas directement à Channel Awesome, mais qui est le site officiel de James Rolfe, l'AVGN, qui est un grand ami de Doug Walker).
Le 28 juin 2012, les producteurs de Channel Awesome, Doug Walker (The Nostalgia Critic), Lindsay Ellis (The Nostalgia Chick), Brad Jones (The Cinema Snob) et Todd Nathanson (Todd in the Shadows) ont signé des accords exclusifs avec Blip.tv, le site de vidéos en ligne qui a hébergé les vidéos de TGWTG et Channel Awesome après la rupture de contrat avec Revver en 2008. L'accord ne concerne pas leurs apparitions dans d'autres vidéos du site That Guy with the Glasses, et a pour but d'augmenter le budget de ces trois séries et de leur fournir un meilleur équipement. Cet accord s'est étendu sur une chaîne Youtube liée à Blip appelée « League of Super Critics » qui présente des versions raccourcies des vidéos récentes des quatre créateurs, sauf pour Jones, dont les vidéos sont postées telles quelles, sans raccourcissement (Blip.tv devenant alors le seul moyen de regarder les vidéos du Snob et les autres séries de Brad) . L'accord dure jusqu'à la fermeture de Blip en août 2015.
Le 3 décembre 2014, That Guy with the Glasses ferme ses portes et devient ChannelAwesome.com. De même que le site change de nom, Doug Walker tue son personnage de That Guy with the Glasses dans un épisode final de l'émission tenue par ce personnage, Ask That Guy with the Glasses. Le personnage meurt en explosant à la suite d'une trop forte joie et c'est le personnage de Chester A. Bum (tenancier des Bum Reviews) qui termine la vidéo (bien qu'il eût déjà fait cela dans un épisode bien plus ancien) en annonçant que « bon, vu qu'il n'y a plus That Guy with the Glasses, je ne crois plus que ça soit logique d'être sur thatguywiththeglasses.com ! ».

## Événements
L'une des particularités de Channel Awesome est son univers étendu, appelé reviewniverse par certains producteurs. Le nom d'Awesome-Verse (en référence au nom du site) ou de Glasses-Verse (en référence à l'ancien nom du site) peut aussi correspondre pour qualifier cet univers. Au début, les chroniques du Nostalgia Critic et, un peu plus tard, les vidéos Ask That Guy with the Glasses étaient juste des chroniques toutes simples et ne faisaient intervenir aucune autre personne que Walker. C'est dans l'épisode 5 d'ATGWTG que la première pierre de l'univers étendu est posée : à la suite d'une question posée, That Guy with the Glasses est victime d'un screamer l'effrayant tellement qu'il en fait une crise cardiaque et meurt et c'est alors Chester A. Bum qui répond aux questions suivantes à sa place.
Après ça, l'univers se développera par petites touches au fur et à mesure. C'est plus particulièrement lors de vidéos spéciales pour les anniversaires du site que l'univers étendu se développe plus en profondeur.

### 1eranniversaire:That Guy With The Glasses Team Brawl
La querelle entre le Nostalgia Critic et l'Angry Video Game Nerd (ou en tout cas, leurs personnages, vu qu'il n'est pas sûr que Doug Walker et James Rolfe se détestent réellement) démarre dans une vidéo datée du 12 mars 2008. Dans cette vidéo, le Critic relève le fait que de multiples personnes le comparent au Nerd et se vante en disant que cette comparaison n'a pas lieu d'être, vu qu'il se considère le meilleur. La querelle durera en tout sur 9 vidéos, dont un challenge où le Nerd dut critiquer un mauvais film et où le Critic dut tester un mauvais jeu vidéo. Les deux personnages finiront par se battre dans la maison du Nerd et c'est ce dernier qui l'emportera en laissant le Critic quasiment pour mort.
Le 10 mai 2009, le Nostalgia Critic et l'Angry Video Game Nerd apparaissent dans le TGWTG Team Brawl, tourné à Chicago. Ce court-métrage est fait pour fêter le premier anniversaire de That Guy With the Glasses. Plusieurs podcasteurs des sites respectifs du Critic et du Nerd se retrouvent pour une bataille entre les Reviewers, menés par le Critic, et les Gamers, menés par le Nerd. « The Final Brawl » fut à la fois une vidéo cross-over, mais aussi l'occasion pour les contributeurs de se rencontrer. Par la suite, le Critic et le Nerd ont fait une vidéo commune sur un documentaire sur le concert Coming Out of their Shells des Teenage Mutant Ninja Turtles.

### TGWTG Charity Donation Drive
Le 5 décembre 2009, Doug et Rob Walker, Noah Antwiler, Joe Vargas, Ed Glaser, Brian Heinz, Bhargav Dronamraju, Bennett White et Victoria Turner présentent une émission en direct pour rassembler de l'argent pour le Ronald McDonald house charity. L'émission a été diffusée sur UStream, acceptant des dons via PayPal et faisant des offres exceptionnelles comme des abonnements premium sur le site, avec un appel téléphonique de Doug et de l'entreprise pour tous les dons supérieurs à 300 dollars. Le standard a été ouvert à 7:00 CST et a récolté plus de 20 000 USD dollars à minuit. Au terme des 24 heures d'activité, 26 400 USD ont été amassés par le standard. Une deuxième session a eu lieu le 5 décembre 2010, qui a cumulé un total de 50025 dollars.

### 2eanniversaire:Kickassia
Un nouveau film a été tourné à l'occasion du deuxième anniversaire de la création du site, dans la république de Molossia entre les 9 et 11 avril 2010. D'une durée de 90 minutes, il présente les principaux contributeurs du site, mais également Kevin Baugh, le Président de Molossie et sa famille, qui incarnent des versions parodiques d'eux-mêmes. Le film raconte l'invasion de la Molossie par les membres de TGWTG, menés par le Nostalgia Critic, qui renomme la micronation Kickassia, avant que des conflits internes ne soient provoqués par le précédent dirigeant qui a infiltré le gouvernement de Kickassia, entrainant la fin de cette nation et la restauration de l'ancien état. Le film est sorti en DVD en octobre 2010.

### 3eanniversaire:Suburban Knights
La vidéo spéciale pour les 3 ans du site, intitulée Suburban Knights, fut diffusée en sept parties entre le 27 juin et le 2 juillet en 2011. Il présente les chroniqueurs en quête de la "Main de Malachite", un gant magique caché dans la banlieue de l'Illinois, tout en faisant du cosplay de personnages célèbres de films fantastiques et jeux vidéo. Pendant cette quête, ils font face aux forces gardiennes du gant, et poursuivis par Malachite, un sorcier qui cherche le gant pour retrouver ses pouvoirs et détruire le monde de la technologie à jamais. Malachite vainc les chroniqueurs et récupère le gant — en fait un Nintendo Power Glove — mais est finalement vaincu par Ma-Ti (une parodie du Ma-Ti du dessin animé Capitaine Planète) avec le pouvoir du cœur. Ma-Ti est tué avec Malachite et les chroniqueurs organisent ses funérailles, dans un style parodique de celle de Spock dans Star Trek 2.

### Disneycember
Pendant le mois de décembre 2011 jusque début janvier 2012, Walker a fait plusieurs chroniques des Grands Classiques de Disney, de Blanche-Neige et les Sept Nains à Winnie l'Ourson. Il a également critiqué Il était une fois..., dans le sens où il s'agit d'une satire des films Disney, et Raiponce pour sa similarité avec les vieux classiques. Le 2 mars 2012, il critique Dinosaure, Dingo et Max et Qui veut la peau de Roger Rabbit, à la suite des nombreuses demandes.

### 4eanniversaire:To Boldly Flee
Le 27 juin 2012, le site édite la bande-annonce de la vidéo spéciale du quatrième anniversaire, le métrage de science-fiction To Boldly Flee. Une bande-annonce « finale » sort le 16 août, annonçant la première partie pour le 23 août, le film consistant en une mini-série de huit épisodes.
Dès les bandes-annonces, il apparaît que la mini-série serait plus sérieuse que les vidéos spéciales précédentes, même si elle aura des éléments comiques. D'autres séquences prédisent la fin prochaine de la série The Nostalgia Critic, que ce soit dans les bandes-annonces ou dans la chronique de Scooby-Doo, qui parodie le dernier épisode de Star Trek: The Next Generation. Le dernier épisode de la série sert en effet de porte de sortie au personnage. Doug Walker explique dans une vidéo séparée qu'il a fait le tour de la série The Nostalgia Critic et qu'il n'y aura plus d'épisodes hebdomadaires, sans pour autant faire disparaître le personnage ni arrêter les autres vidéos.
Le premier épisode est sorti le 23 août 2012, suivi des suites au rythme d'un épisode tous les trois jours. 
Combinant des éléments d'humour burlesque, noir, méta, et référentiel, avec des blagues renvoyant aux travaux des différents chroniqueurs, la série se présente comme la suite directe de Suburban Knights, parlant cette fois de la recherche à travers le système solaire du supposé-mort Ma-Ti et d'une mystérieuse anomalie spatiale appelée le « trou scénaristique », qui crée des incohérences dans le temps et la logique, ce qui provoque un déséquilibre.
Dans l'épisode final, le Nostalgia Critic entre dans le monde réel par le trou et rencontre Doug Walker, lui révélant qu'il est en réalité un personnage de fiction. Après que le trou fusionne avec l'univers, le Critic fusionne également avec le trou pour le rendre stable, entraînant ainsi sa disparition (et donc la fin de la série de vidéos). Les critiques de TGWTG restants qui ont survécu à la fusion et acceptant le fait qu'ils vivent désormais dans une erreur, célèbrent leur victoire dans le manoir de AskThatGuy.

### 5eanniversaire:The Uncanny Valley
Le 2 juillet 2013, le site annonce que l'épisode spécial pour le cinquième anniversaire, intitulé The Uncanny Valley, sera une compilation de sketches réalisés indépendamment par plusieurs contributeurs dans l'idée de La Quatrième Dimension.
| Titre         | Synopsis | Date de mise en ligne |
| ------------- | --- | --------------------- |
| Dragonbored   | Carl (Karl Custer, Jr.), joueur de jeux vidéo invétéré, découvre que son personnage du jeu Skyguard (interprété par Doug Walker) est devenu réel et prend le contrôle de sa vie. | 23 juillet 2013       |
| Dragged In    | Le Sci-Fi Guy (Leo Thompson) est engagé par une agence gouvernementale qui essaie de stopper des extraterrestres en train de faire disparaitre les chats d'Internet.             | 24 juillet 2013       |
| The Reviewers | Andy (Brian Lewis) et Jeff (Jake Norvell) sont deux critiques qui se battent pour être le plus populaire sur Internet.                                                           | 25 juillet 2013       |

## Séries principales

### 5 Second Movies
Walker s'est illustré dans l'« hyperédition » de vidéos. En ce moment, 5 Second Movies compte 131 épisodes. Après le 101e épisode, Walker a annoncé ne produire des épisodes que s'il avait une idée très drôle, considérant qu'il n'avait plus d'idées neuves et qu'il ne veut pas que la série baisse en qualité et ne s'épuise. La série n'a pas été reprise et les épisodes sont présents uniquement pour l'amusement. Le lien sur la page d'accueil a toutefois été supprimé lors de la refonte du site en janvier 2010. Après que les vidéos ont été supprimées de YouTube, Walker a fait une vidéo parodiant Chris Crocker et sa vidéo Leave Britney Alone!, intitulée Leave 5 Second Movies Alone!. De nos jours, les 5 Second Movies sont devenus un phénomène Internet avec beaucoup de créations de fans postées sur YouTube. Sur TGWTG, Doug a abandonné cette série et laissé les autres contributeurs faire leurs propres dérivés comme les Comics in 5 Panels et les 5 Second Video Games.

### Nostalgia Critic
The Nostalgia Critic est la série de vidéos la plus connue de Walker, dans laquelle il incarne le personnage qui donne le nom à la série. Les saynètes sont écrites par Doug Walker et son frère, Rob Walker. La série a été initialement lancée sur YouTube avant d'être supprimée. Il s'agit d'une série phare de Channel Awesome, à partir de laquelle les autres séries ont été créées, ainsi que des sites parents et des séries dérivées comme The Nostalgia Chick.
Chaque épisode présente le Nostalgia Critic, ou plus couramment appelé le Critic, qui fait une relecture, très souvent négative, de différentes productions, généralement des films, des séries télévisées produites entre les années 1980 et 1990, avec quelques exceptions.
Il fait parfois des remarques sexistes et s'excuse d'être un homme même s'il est souvent d'accord avec la Nostalgia Chick quand elle trouve un détail misogyne.
La popularité de la série et du personnage ont amené une vraie-fausse rivalité avec un autre chroniqueur sur Internet, The Angry Video Game Nerd (incarné par James Rolfe). Elle a commencé par une pique du Critic au début d'une de ses vidéos, avant de dégénérer et de s'étendre sur plusieurs épisodes entre 2008 et 2009. Les deux personnages, tout comme leurs interprètes, sont depuis devenus amis. Walker tient informé les visionneurs des projets de Rolfe, tandis que Rolfe participe occasionnellement à des vidéos du Critic, comme la Voix dans Suburban Knights, et un attaquant dans la chronique sur Ponyo dans le 200e épisode de the Nostalgia Critic. Walker fit aussi un caméo dans le Angry Video Game Nerd: The Movie, jouant un homme terrorisé et hurlant.
Le dernier épisode de The Nostalgia Critic, une critique de Scooby-Doo, fut mis en ligne le 14 août 2012. Le 14 septembre 2012, Walker annonce la fin de la série mais le personnage pourrait revenir dans certaines vidéos et que le site TGWTG continue. Par la suite, une série de vidéos rétrospectives sur le Nostalgia Critic ont été éditées entre le dernier épisode du To Boldly Flee et le premier épisode de Demo Reel, de même que les critiques sorties alors exclusivement sur DVD. Comptons notamment Nostalgia Critic : Reloaded, où le Critic critique Kickassia, Suburban Knights et To Boldly Flee en ignorant visiblement qu'il est le principal instigateur de tout ceci (il parle de lui-même comme d'une autre personne et parle du « Nostalgia Cricket »).
La série revient en février 2013 dans une nouvelle formule après avoir annoncé son retour à travers le court-métrage The Review Must Go On. C'est la critique du film La Drôle de vie de Timothy Green qui ouvre le bal et la formule change : les films critiqués sont plus récents, les acteurs présents dans Demo Reel reviennent, et certains épisodes sont des chroniques thématiques. Il arrive à Walker de faire ce qu'il appelle des "éditoriaux" de manière occasionnelle où il discute à propos de tendances générales sur certains films. Ces vidéos sont beaucoup plus sérieuses que les épisodes normaux, bien que ce soit toujours le personnage du Critic qui parle.

### Demo Reel
Demo Reel est présenté par Walker comme le successeur de The Nostalgia Critic. Il raconte l'histoire d'un réalisateur, d'un auteur et d'une actrice qui veulent recréer des films célèbres, anciens ou récents, mais en les rendant meilleurs. La série a débuté le 30 octobre 2012 pour s'achever en février 2013 avec le retour du Nostalgia Critic. La série eut beaucoup moins de succès et beaucoup de fans ont demandé le retour du Critic et c'est avec The Review Must Go On que Walker a pu trouver une fin satisfaisante à Demo Reel ainsi qu'un bon commencement pour la nouvelle formule des vidéos du Critic.

### Ask That Guy with the Glasses
La série Ask That Guy with the Glasses (litt. Demandez à ce type avec les lunettes) présente Walker, portant un peignoir bleu, une écharpe rouge, une pipe et un verre, et répondant à différentes questions. Le narrateur lit chaque question et Walker répond de façon décalée, comique, parfois avec une remarque sur la personne qui pose la question. « That Guy » se présente comme une personne huppée, perverse et extrêmement dérangée.
C'est dans sa série que l'Awesome-Verse commence à être bâti : dans une question de l'épisode 5, quand une personne lui parle des screamers, That Guy est lui-même victime d'un screamer et il est tellement effrayé qu'il fait une crise cardiaque et meurt. Chester A. Bum le remplace donc pour toute la durée de l'épisode, ce qui est nouveau car avant cela, aucun des multiples personnages de Doug Walker n'avait interagi avec un autre. C'est sa mort par auto-explosion qui le tue définitivement et débaptise le site That Guy with the Glasses pour Channel Awesome.

### Bum Reviews with Chester A. Bum
La série Bum Reviews with Chester A. Bum présente Walker faisant un résumé critique de films en interprétant le personnage de « the Bum » (le clochard). Le personnage a été créé par Walker pour faire les chroniques de films à l'affiche, et représenté comme un SDF hyper-actif, dépendant de drogues et amateur de cinéma. Il porte toujours un bonnet de laine orange et noir sur une perruque de cheveux longs noirs.
Walker a eu l'idée de ce personnage en revoyant son épisode de Nostalgia Critic sur le film Cloverfield, où il a parodié le personnage de Hud, avant de le refaire et de le renommer Chester, bien que le personnage vienne de la chronique du film Transformers. Sa première vidéo est une critique de Speed Racer en mai 2008. L'opinion de Walker est ajoutée brièvement sur les écrans de fin de la plupart des épisodes. Cependant, quand plusieurs fans ont demandé si ces avis étaient sérieux, Walker a commencé, à partir de Thor, à faire des vidéos séparées (les Doug Reviews) dans lesquelles il explique plus sérieusement ce qu'il en a pensé.
Les rencontres entre le Critic et Bum ont continué à travers les chroniques des films Transformers. Pour le premier, le Critic imite le style hyper-actif de Bum (même si ce n'est pas vraiment une imitation, vu que c'est la toute première vidéo du Nostalgia Critic et que les Bum Reviews ne sont nées qu'après), ainsi que dans le deuxième, mais là, Bum le remarque et s'interroge sur la copie. Quand le Critic s'apprête à faire la chronique de Transformers 3, toujours dans le style de Bum, celui-ci lui attente un procès et autorise le clochard à faire les chroniques suivantes.
Après une ouverture dans le style de Masterpiece Theatre, Chester commence chacune de ses vidéos en jurant que « c'est le meilleur qu'il a vu de sa vie » (« the greatest movie he's ever seen in his life »). Parfois, Chester affirme qu'il a vécu les mêmes événements que les héros du film (quoi que ce soit). Il termine en hurlant pour « Change! You got change!? » (« De la monnaie ? Z'avez de la monnaie ? »), avant que l'écran de fin n'apparaisse alors que Bum continue de parler.

### Atop the Fourth Wall
Cette série, qui a commencé via un blogue tenu par Lewis Jeffrey « Linkara » Lovhaug, le présente faisant la critique de mauvais comic books. Beaucoup de ses vidéos présentent une histoire secondaire où Linkara affronte des conquérants extraterrestres. Originaire du Minnesota, Linkara se présente comme un Trekkie et un grand fan de Power Rangers (il tient d'ailleurs une série de vidéos documentaires sur chaque saison de la série), Doctor Who et Pokémon.
Ses dernières vidéos le montrent dans un vaisseau spatial anime par ordinateur, inspiré de ses débuts. Le vaisseau est contrôlé par une intelligence artificielle semblable à HAL 9000, appelée NIMUE (d'après la Dame du Lac de la légende arthurienne). Il est aussi accompagné par un vaisseau volant nommé Pollo (de l'espagnol poulet). Pollo est vocalisé par un programme du type de Microsoft Sam, et est devenu depuis peu également animé (il était auparavant fait en papier et carton).
Lovhaug rappelle souvent qu'il déteste Rob Liefeld, l'arc One More Day du comic Spiderman (qu'il a chroniqué dans son 200e épisode en juillet 2012) et Gary Brodsky (fils de Sol Brodsky et fondateur de Solson Publications), tout comme il tient un segment occasionnel Miller Time (après une campagne marketing pour Miller beer) où il relit des comics signé Frank Miller. Lovhaug se reconnaît aussi comme féministe, exprimant un certain énervement devant les personnages féminins utilisés pour leur sex appeal ou étant trop stéréotypés, ce qui ne l'empêche pas de s'énerver quand les femmes sont féministes de façon absurde.
Un segment récurrent dans son émission s'appelle PSA Hell, où Lovhaug critique les comics utilisés pour transmettre des messages de service public. Il consacra le mois de mai 2012 à la critique de ce genre.
Un autre segment récurrent s'appelle Secret Origins Month, où Lovhaug relit des comics datant de l'Âge d'Or et de l'Âge d'Argent du comic book, plus particulièrement ceux qui racontent les origines de différents super-héros.
Linkara incarne lui aussi différents personnages dans son émission :
- le « Ninja Style Dancer », un ninja spécialisé dans les techniques de danse, inspiré d'une scène de Nightcat ;
- « '90s Kid », un surfeur fan de la culture pop des années 1990 ;
- « Dr. Linksano », un savant fou basé sur le Dr Insano de The Spoony Experiment ;
- « Mechakara », une version robotique et maléfique de Linkara à la voix synthétisée ;
- « Harvey Finevoice », un chanteur de bar/gangster basé sur Al Capone, et armé d'une mitrailleuse ;
- « Lord Vyce », un seigneur galactique qui veut se venger de Linkara pour s'être opposé à sa conquête de la galaxie.

### History of the Power Rangers
Une série de vidéos rétrospectives sur les différentes saisons de la série télévisée Power Rangers, également tenue par Lovhaug.

### Phelous
Phelous présente Phelan Porteous se moquant de mauvais films d'horreur. Cette série compte de nombreux caméos d'autres chroniqueurs du site, le plus souvent sa petite-amie Allison Pregler (Obscurus Lupa). Phelous fait de l'humour très référencé, riant des codes de sa propre émission et de celles du site That Guy With The Glasses. Un running gag de la série consiste à montrer Phelous mourir d'une façon similaire à celle d'un des personnages du film chroniqué.

### Nostalgia Chick
L'idée d'une Nostalgia Chick pour compléter la série du Nostalgia Critic (Douglas Walker) est évoquée dans le 30e épisode de la série sur le site That Guy with the Glasses, le 10 août 2008. À l'origine, le concept était de faire une version féminine du Nostalgia Critic où une fille critiquerait de vieux programmes et films conçus pour un public féminin. Lindsay Ellis (née le 24 novembre 1984) a finalement remporté le concours.
Le costume de la Nostalgia Chick incluait une paire de lunettes et un boa noué autour du cou. Ellis portait les lunettes pour cacher les marques de fatigue autour de ses yeux ; aussi, n'ayant jamais été d'une réelle utilité, elles ont vite disparu. Elles ont par la suite été volées dans la voiture d'Ellis sur Brooklyn. Le boa vient de la participation d'Ellis à une représentation de Cabaret alors qu'elle étudiait à l'université de New York (elle y jouait de l'accordéon).
Les premiers épisodes se concluaient sur la phrase « I remember it because the dudes don't » (« Je m'en souviens parce que les mecs, non », inspiré de la phrase du Critic : « I remember it so you don't have to »). Ellis a finalement arrêté parce que cette phrase sonnait anti-féministe ; elle donnait l'impression que la critique était faite par une fille parce qu'aucun homme n'était intéressé. Après avoir demandé des suggestions, Ellis ne l'a finalement jamais remplacé. Les premières critiques étaient construites de façon analogue à celles de Walker, en faisant des pauses et des commentaires au fur et à mesure du visionnage ; mais dès la vidéo The Smurfette Principle où elle remarque son statut de double féminin du Critic, elle commence à faire des critiques plus analytiques, donnant plus une impression globale sur le film qu'une lecture linéaire. Cela a été remarqué lors du crossover Critic/Chick sur The Chipmunk Adventure, où Walker et Ellis parodient la chanson des Chipettes et des Chipmunks, remplaçant les paroles pour dire en quoi les hommes sont de meilleurs critiques que les filles. Après sa dernière phrase où elle défend les femmes et le combat qu'elles ont mené pour ne plus être considérées comme des citoyens de seconde classe, Walker répond : « Et toujours pas de pénis ! »
Le rythme d'édition a ralenti quand Ellis a commencé ses études pour une maîtrise à la University of Southern California et ses voyages entre New York et Los Angeles. Quand elle a concouru pour être la Nostaliga Chick, Ellis était sans emploi et en attente d'une lettre d'admission à l'USC. Il a reconnu par la suite que si elle avait su qu'elle serait reçue, elle n'aurait jamais concouru.
Ellis est originaire du Tennessee et a déménagé à New York à l'âge de 18 ans. Quand elle s'est inscrite à l'USC, elle vivait entre Los Angeles et New York. Elle vit désormais à temps plein à New York depuis qu'elle a décidé de se consacrer uniquement à ses vidéos.
La Nostalgia Chick est connu pour avoir créé l'un des mêmes les plus populaires du Nostalgia Critic, "The Big Lipped Alligator Moment", tiré du long métrage d'animation Charlie qui se réfère à une scène qui détonne par rapport au reste du film, n'ayant aucun rapport avec l'intrigue, et dont il n'est plus fait mention par la suite.
En 2012, elle est rejointe par Mara Wilson pour une critique de Matilda, une critique que le Nostalgia Critic a longtemps repoussé. En janvier 2015, le programme se termine. Mais Lindsay a annoncé qu'elle avait l'intention de continuer à produire des vidéos pour la chaîne League of Super Critics ainsi que pour son propre site Chez Apocalypse.

### The Spoony Experiment
The Spoony Experiment (TSE) est une série produite par Noah Antwiler (né le 27 décembre 1980) sous le pseudo The Spoony One ou Spoony. La saison était hébergée sur le site personnel de Spoony et celui de That Guy with the Glasses. Le format original de la série consiste en des chroniques humoristiques de jeux vidéo et de films. À partir de 2010, il devient journaliste lors de conventions comme le Electronic Entertainment Expo. La mascotte de la série est "Burton the Robot", une marionnette robotique faite par Antwiler. Le 21 juin 2012, TGWTG.com annonce l'intention d'Antwiler de quitter le site pour travailler sur ses propres projets.

### The Cinema Snob
The Cinema Snob est une série présentant Brad Jones (né le 20 décembre 1981), qui interprète un critique d'art prétentieux qui regarde et commente des films d'exploitation et de la pornographie datant d'entre la fin des années 1960 vers le début des années 1990. La série est à la fois sur les sites That Guy with the Glasses et thecinemasnob.com. Comme les autres chroniqueurs de "That Guy with the Glasses", Jones a commencé par poster ses vidéos sur YouTube avant d'avoir des plaintes pour violation de droit d'auteur avec les producteurs du film Carnage. Le 4 octobre 2011, Jones annonce vouloir monter un moyen métrage sur son personnage du Snob. La production a commencé début 2012, et depuis, Jones poste des mises à jour hebdomadaires sur l'avancée. Le film, The Cinema Snob Movie, réalisé par Ryan Mitchelle, est finalement sorti le 21 septembre 2012 et Brad a confirmé que le film sortirait dans quelques salles.
Brad a épousé sa petite amie et partenaire à l'écran, Jillian Zurawski, le 17 avril 2010.
Dans une série dérivée, '80's Dan, qui parodie les sitcoms des années 1980, il tient le rôle de Dan, un homme qui vit dans les années 1980 avant de voyager dans le temps de façon inexpliquée jusqu'à aujourd'hui, avec son jouet R.O.B. (doublé par son ami, Jake Norvell). Quand il s'est téléporté, Dan est apparu dans une rue de banlieue, où il a renversé accidentellement une femme nommée Dolly (Jillian Zurawski). Pour éviter le procès, elle permet à Dan et R.O.B. d'emmenager dans son condominium. Une fois installé, Dan la force, avec R.O.B. et ses voisins Travis Crabtree (joué par son ami, Brian Lewis) et sa femme Mrs. Crabtree (jouée par Sarah Lewis) à regarder des séries télévisées et des films kitsch des années 1980 que seul lui apprécie. R.O.B. tombe amoureux de Mrs. Crabtree (dont on ignore le prénom), et trouve que tout ce qu'elle dit est pour le séduire.
Un autre show dérivé, DVD-R Hell, où Jones, dans son propre rôle, critique des pilotes de séries refusés et des épisodes spéciaux disponibles uniquement en vidéo. Il a permis de re-populariser Heil Honey I'm Home!.

### The Angry Joe Show
Jose Angry Joe Antonio Vargas est le principal critique de jeux vidéo présent sur le site. Ses vidéos le présentent généralement livrant ses opinions sincères sur les sorties actuelles en matière de jeux vidéo, le tout mixé avec des sketchs. Cela inclut les récents problèmes qu'il a pu observer dans l'industrie du jeu vidéo, comme les exclusivités de certains titres sur des consoles et pas sur d'autres, ce qui concerne l'argent des producteurs et celui des consommateurs ou encore certaines compagnie créant des jeux triple A et retirant des morceaux des jeux quelques mois avant leur sortie pour vendre ce contenu en DLC téléchargeable afin de gagner encore plus d'argent. L'émission possède un running gag satirique où Vargas affronte The Corporate Commander (une parodie de The Cobra Commander, personnage de G.I Joe), un super-vilain dont le rêve est de ruiner la communauté des joueurs en les forçant à payer toujours plus pour jouer à des parties d'un jeu. Joe est le créateur de The Angry Army, une communauté spécialisée dans le jeu online.

### Todd in the Shadows
Todd in the Shadows est une émission de critiques de chansons crée et présentée par Todd Nathanson, qui l'anime sous le personnage de Todd in the Shadows. L'émission est divisée en 2 séries principales : Todd's Pop Song Reviews, où le personnage critique des chansons ayant atteint récemment le haut des charts, et One Hit Wonderland, où il examine les carrières des one-hit wonders (dans l'industrie musicale, quand un groupe réalise un succès mais n'arrive ensuite plus à le réitérer, on dit que leur chanson ayant connu le succès est un one-hit wonder). Cinemadonna, où Nathanson critiquait toute la filmographie de Madonna, était une des séries principales jusqu'à sa conclusion en septembre 2016. Dans l'émission, Todd garde son apparence anonyme, se filmant comme une silhouette assise devant un piano dans une chambre sombre. Quand il n'est pas en silhouette, il se filme entièrement habillé en noir. 

### Bad Movie Beatdown
Bad Movie Beatdown est présenté par Mathew Buck (né le 1er décembre 1990) depuis Swindon en Angleterre sous le pseudonyme de Film Brain. Il présente des mauvais films hors des critères de sélection du Critic, comme les films d'action, copies ou comédies romantiques des années 2000. Buck s'attache à présenter de nombreux détails autour du film, comme des commentaires sur les acteurs, l'équipe de tournage et leur travail. Comme les autres chroniqueurs, Buck a un thème mensuel, qui lui impose de regarder des films de Sylvester Stallone, Steven Seagal, Wesley Snipes ou des productions incluant des catcheurs de la WWE.
En parallèle, Buck présente une émission appelée Projector, sur les différents films à l'affiche au Royaume-Uni (chronique qu'il tenait en format écrit auparavant).

### Autres émissions sans nom
Lors d'une annonce sur TGWTG.com, il a été annoncé qu'en plus de Demo Reel, deux nouvelles émissions vont paraitre, l'une tenue par Brad Jones alias The Cinema Snob, l'autre autour des jeux vidéo avec un nouveau présentateur. Dans la vidéo Channel Awesome Casting Call, Doug mentionne une série de vidéos sur les Blu-Rays et une autre sur les comic books demandant une coprésentatrice,.

## Récompenses
Le 6 janvier 2011, Doug Walker a été désigné Entrepreneur of the Year lors de la 4e Annual Mashable Awards, Mashable Awards 2010 à Las Vegas .

### Controverses, problèmes en interne, tragédies...
Le 21 juin 2012, Noah Antwiler, plus connu sous son surnom de Spoony, quitte l'équipe de That Guy with the Glasses. Officiellement, lui et Channel Awesome se sont quittés d'un commun accord. Mais officieusement, il y a plusieurs raisons :
- son rythme de publication de vidéos n'était plus suffisant
- à la suite d'une grave rupture (sa petite amie l'aurait apparemment trompé avant de le quitter), il serait devenu instable au niveau du comportement, insultant ses fans ou les dirigeants de Channel Awesome sans aucune raison et ayant causé lors d'un E3 un grave fiasco pour toute l'équipe (à la suite d'une blague déplacée lancée à un développeur, Channel Awesome aurait vu toutes ses interviews annulées).
- sur son compte Twitter, Antwiler avait posté un tweet se voulant une blague sur le viol (bien qu'elle soit en fait très misogyne) et Allison Pregler (Obscurus Lupa), qui avait été elle-même victime d'un viol par le passé, a réagi négativement. Des clans se seraient apparemment formés à la suite de cela... L'affaire, avant son étouffement, aura pris des proportions extrêmement disproportionnées, autant au sujet de Spoony que de Lupa.

Spoony est revenu sur son départ dans la première partie d'un commentaire du film To Boldly Flee. S'il est parti, c'était pour plusieurs raisons également : en plus de l'affaire du tweet, il ne se sentait plus trop à sa place chez Channel Awesome, ne pouvait pas avoir son propre rythme de sortie des vidéos et n'appréciait pas une partie des membres qui étaient arrivés (bien qu'aucun nom ne soit cité). De plus, il n'était pas satisfait par la manière dont les vidéastes étaient rémunérés (il aurait perdu plusieurs mois de rémunération car il n'aurait rien perçu sur sa participation à To Boldly Flee, Doug et Rob Walker ayant gardé le plus gros pour eux). Néanmoins, depuis son départ, il a continué les vidéos de manière indépendante.
En janvier 2014, Justin Carmical, plus connu sous son surnom de JewWario (il était principalement apparu dans les films-anniversaires), met fin à ses jours. Il s'était enfermé dans la salle de bain de sa maison et s'était tiré une balle dans la tête alors que sa femme tentait de le raisonner. Sa dernière vidéo, une chanson avec Jonathan Mann que Carmical avait enregistrée la nuit d'avant son suicide, est parue à titre posthume.
En janvier 2015, quasiment en même temps que le départ de Lindsay Ellis, Phelan Porteous (Phelous) exprime l'éventualité de devenir indépendant. Quelques jours après, toutes ses vidéos sont supprimées de channelawesome.com sans qu'il en soit averti. Après avoir posté des messages sur Twitter exprimant sa frustration envers les dirigeants de Channel Awesome (Mike Michaud, plus particulièrement), il annonce son départ, de même qu'Obscurus Lupa, Andrew Dickman et Kyle Kallgren (Oancitizen). Pregler a accusé les directeurs du site de trop se reposer sur les talents les plus vendeurs, d'hypocrisie et critique une campagne Indiegogo lancée par Channel Awesome.
Phelous et Lupa ont fini par livrer leur propre vision de l'histoire. Il s'avère que depuis To Boldly Flee, le management de ChannelAwesome avait changé et qu'ils se concentraient plus sur leur studio à Chicago que sur les autres créateurs. De plus, le collectif était devenu trop grand et Phelous s'est senti abandonné, ce qui l'a fait faire une dépression. Sur les films Suburban Knights et To Boldly Flee, il était chargé des effets spéciaux et a travaillé gratuitement sur certains, sauf qu'on l'a accusé derrière son dos de les avoir bâclés. Ce n'était qu'une rumeur, mais cela a suffi aux directeurs, qui ont voulu surveiller discrètement le travail de Phelous. Sauf que la personne qu'ils ont engagé n'a pas coopéré et a tout dit à Porteous. Pour ne rien arranger, la communication interne au sein de la société se dégradait visiblement et aucun créateur de contenu n'était payé, les ventes de produits allant directement à Channel Awesome.
Du côté de Lupa, elle s'était faite réprimander car elle utilisait apparemment un peu trop de midrolls (pubs en milieu de vidéo) bien qu'elle en eût besoin pour vivre. Elle a alors lancé une campagne Patreon mais les dirigeants lui ont interdit de promouvoir cette campagne. Après, ils feront volte-face et autoriseront les promotions de campagnes Patreon (uniquement pendant 30 secondes vidéo). Plus tard, Pregler contacte ChannelAwesome et demande pourquoi ce changement d'avis tout en reprochant de ne pas expliquer simplement les choses, alors que cela aurait pu régler beaucoup de problèmes. Deux heures plus tard, Mike Michaud souhaite lui parler par visioconférence mais elle est absente. 15 minutes plus tard, Michaud considère que Lupa l'ignore et lui dit qu'elle est renvoyée et que tout son contenu est supprimé. Le contenu de Phelous sera aussi supprimé (Lupa étant la petite amie de Phelan, ce qu'a dit Michaud à Allison au sujet de son contenu aurait été aussi valable pour Phelous, par répercussion). Finalement, Obscurus reproche à ChannelAwesome d'être trop centré sur Doug Walker (bien que ce dernier, dans ce cas, soit loin d'être fautif et ne serait même pas au courant de certaines décisions prises par les dirigeants : quand Benzaie, ancien contributeur à TGWTG, lui a parlé du fait que tout son contenu original pour le site avait été supprimé, Walker n'était visiblement pas au courant) et de mal considérer les « anciens » et ceux qui ne sont pas aussi gros que Walker ou Linkara sans pour autant être petits.
Fin mars 2018, plusieurs contributeurs de longue date du collectif Channel Awesome quittent le groupe et dénoncent les méthodes de gestion, de communication et de management de Mike Michaud et des frères Walker dans un Google Doc regroupant les témoignages d'une vingtaine d'anciens créateurs, évoquant également le harcèlement sexuel commis par un ancien créateur non nommé.
En plus de ces problèmes en interne, le site a fait également face à des attaques externes : leur adversaire le plus connu étant Tommy Wiseau, créateur du film The Room, qui a fait retirer plusieurs fois leurs vidéos. En réponse, Doug Walker a réalisé la vidéo The Tommy Wiseau Show, tournant Wiseau en ridicule et la société a dû faire appel à des avocats.

## Problèmes avec Revver
Après avoir signé un contrat avec Live Universe, les bénéfices de Revver étaient toujours "en attente" en juillet 2012, ce qui signifie que Dailymotion avait retardé ses paiements pour une date non précisée. Le 9 décembre 2008, Revver envoie un message à tous ses utilisateurs les informant que ces bénéfices de juin seraient transférés, et les autres suivraient dès que possible. Cependant, beaucoup n'ont pas reçu ces paiements
Beaucoup d'éditeurs de vidéos, dont ScrewAttack et That Guy with the Glasses, ont posté des lettres ouvertes de plainte contre Revver leur réclamant de grandes sommes d'argent dues par leurs travaux sur leurs sites et ont alors commencé à transférer leurs travaux sur blip.tv.